# 48778 Shokoyukako
48778 Shokoyukako è un asteroide della fascia principale. Scoperto nel 1997, presenta un'orbita caratterizzata da un semiasse maggiore pari a 2,7960304 UA e da un'eccentricità di 0,1583619, inclinata di 9,84754° rispetto all'eclittica.